# Súdovce
Súdovce este o comună slovacă, aflată în districtul Krupina din regiunea Banská Bystrica, pe malul râului Veperec⁠(d). Localitatea se află la altitudinea de 164 m deasupra n.m., se întinde pe o suprafață de 9,77 km2 și în 2017 număra 214 locuitori.

## Istoric
Localitatea Súdovce este atestată documentar din 1244.

## Demografie
| An:                | 1994 | 2004   | 2014   | 2024   |
| ------------------ | ---- | ------ | ------ | ------ |
| Număr de persoane: | 210  | 205    | 219    | 210    |
| Diferență:         |      | −2,38% | +6,82% | −4,10% |

| An:                | 2023 | 2024 |
| ------------------ | ---- | ---- |
| Număr de persoane: | 210  | 210  |
| Diferență:         |      | +0%  |